# (534626) 2014 UT224
(534626) 2014 UT224 est un objet transneptunien de la famille des twotinos.

## Caractéristiques
(534626) 2014 UT224 mesure environ 200 km de diamètre.

## Orbite
L'orbite de 2014 UT224 possède un demi-grand axe de 48,27 ua et une période orbitale d'environ 335 ans. Son périhélie l'amène à 35,20 ua du Soleil et son aphélie l'en éloigne de 61,33 ua. Il possède une résonance 1:2 avec Neptune.

## Découverte
(534626) 2014 UT224 a été découvert le 17 septembre 2010.